# PTGui
PTgui è un programma commerciale per creare foto panoramiche dall'unione di più foto per Windows e Mac OS X sviluppato da New House Internet Services BV.
PTgui fu inizialmente creato come interfaccia grafica per Helmut Dersch's Panorama Tools.

PTgui supporta lenti teleobiettivo, normali, ad ampio angolo e fish-eye per creare panorami da parzialmente cilindrici a completamente sferici.
La versione gratuita di prova di PTgui è completamente funzionale ma crea panorami con watermark visibili incapsulati.

PTgui pro include anche il supporto alla mappazione dei toni e all'Ampia gamma dinamica (HDR).